# 시마바라정
시마바라정(島原町)은 일본 나가사키현 미나미타카키군에 설치되었던 정이다. 현재의 시마바라시의 중남부에 해당한다.